# Österreichische Gesellschaft für Nachhaltige Immobilienwirtschaft
Die Österreichische Gesellschaft für Nachhaltige Immobilienwirtschaft (ÖGNI) ist eine Nichtregierungsorganisation (NGO) zur Förderung der Nachhaltigkeit in allen Belangen der Bau- und Immobilienwirtschaft in Österreich.
Im Mittelpunkt der Arbeit der ÖGNI steht die Zertifizierung von nachhaltigen Gebäuden – sogenannten Blue Buildings, bei denen alle drei Säulen der Nachhaltigkeit gleichwertig berücksichtigt werden, indem neben ökologischen, ökonomischen und soziokulturellen Aspekten auch die Prozessqualität, die technische Qualität und der Standort über den gesamten Lebenszyklus hinweg bewertet werden. Die Zertifizierung erfolgt mittels Gütesiegel in Bezug auf Nachhaltigkeit in den Qualitätsstufen Platin, Gold und Silber.
Zur Erreichung ihrer Ziele zeichnet die ÖGNI für drei Leistungsbereiche verantwortlich und folgt dabei ihrem Leitmotiv „ÖGNI setzt in Szene“:
- Zertifizierungen – Sie führt die Zertifizierung von Gebäuden & Stadtquartieren in unterschiedlichen Qualitätsstufen nach DGNB und blueCARD durch.

- Aus- und Weiterbildung – Seit Herbst 2018 wird seitens der ÖGNI eine 3-stufige Ausbildungsform angeboten, vom ÖGNI Registered Professional über den ÖGNI Consultant bis hin zum ÖGNI Auditor.

- Arbeitsgruppen, Ausschüsse und Veranstaltungen – Darüber hinaus hat die ÖGNI die Aufgabe, Inhalte; Wege und Lösungen für das Errichten und Bewirtschaften von Blue Buildings zu schaffen, weiterzuentwickeln und in der breiten Öffentlichkeit eine Bewusstseinslage für nachhaltiges Bauen zu schaffen.

Zur Erstellung von Positionspapieren, Branchen-Leitfäden oder zur Weiterentwicklung und Aktualisierung von Zertifizierungssystemen werden Arbeitsgruppen und Ausschüsse organisiert. Im Rahmen regelmäßiger Veranstaltungen wird auf die Bedeutung des Themas aufmerksam gemacht, die Vorteile für Entwickler, Investoren, Nutzer und Umwelt aufgezeigt und vorbildliche Projekte prämiert.

## Gründung
Der Verein wurde von dem Wirtschaftswissenschaftler Gunther Maier (Wirtschaftsuniversität Wien) und dem Immobilienfachmann Philipp Kaufmann initiiert und ist seit April 2009 aktiv. Am 4. Mai 2009 gründeten die beiden Initiatoren den „Vorverein“ mit Sitz in Wien. Der Verein wurde gemäß dem österreichischen Vereinsgesetz in das zentrale Vereinsregister (ZVR) beim Bundesministerium für Inneres eingetragen, die sogenannte ZVR-Zahl lautet 017278102.

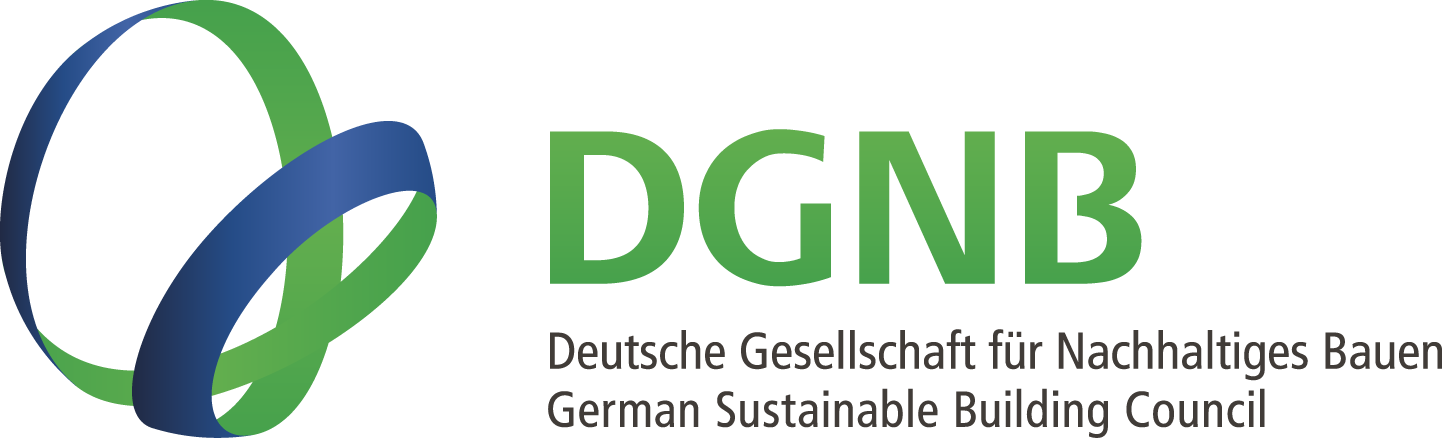
Logo der DGNB, mit der die ÖGNI kooperiert.

Der Verein schloss im Juni 2009 auf der Fachmesse Consense 2009 in Stuttgart mit der Deutschen Gesellschaft für Nachhaltiges Bauen e. V. (DGNB) einen Kooperationsvertrag ab; deren Zertifizierungssystem wurde übernommen, für Österreich adaptiert und wird seither stetig weiterentwickelt. Außerdem wurde die gemeinsame Entwicklung eines europäischen Zertifizierungssystems vereinbart – der Zugang zur Mitarbeit steht allen ÖGNI-Mitgliedern offen.
Die offizielle Gründung und Wahl des ersten Vorstands erfolgten im September 2009 durch insgesamt 125 Gründungsmitglieder. Zu den Gründungsmitgliedern gehören Personen, Institutionen und Unternehmen, die aus der österreichischen Bau- und Immobilienwirtschaft sowie aus Forschung und Wissenschaft kommen. Die ÖGNI ist als einziges österreichisches Council ein „established member“ des World GBC (World Green Building Councils) und bestrebt, das europäische Qualitätszertifikat DGNB auf internationaler Ebene zu stärken.

## Ausrichtung und Ziele
Der Verein hat sich zum Ziel gesetzt, mit einer möglichst breiten Verankerung in der Baubranche und Immobilienwirtschaft das Thema „Nachhaltiges Bauen und Bewirtschaften“ in Österreich weiterzuentwickeln und zu fördern. Die Vereinigung trägt und vergibt ein Zertifikat für Immobilien, mit dem die Einhaltung von Nachhaltigkeitskriterien gegenüber Gebäudeeigentümern und -nutzern sowie der Öffentlichkeit ausgewiesen und zertifiziert wird.
Ziel der ÖGNI ist es, den Mehrwert von Gebäudezertifizierungen aufzuzeigen um umwelt- und ressourcenschonende Gebäude, mit hoher wirtschaftlicher und sozialer Effizienz zu schaffen, die über Generationen hinweg flexibel nutzbar sind und sich positiv auf Gesundheit, Wohlbefinden und Leistungsfähigkeit der Nutzer auswirken.

## Aktivitäten

### Die Anfänge 2009/2010
Die ersten Pilotprojekte wurden ab Herbst 2009 erprobt, nachdem zuvor die Adaptierung des DGNB-Gebäudezertifizierungssystems von dem dafür zuständigen ÖGNI-Fachausschuss unter Einbindung der Mitglieder (→ siehe auch Abschnitt Fachausschuss, Beiräte, Ausbildungsprogramm) erfolgte und die Übernahme der Systemvariante Büro- und Verwaltungsgebäude abgeschlossen wurde.
Bei den Olympischen Winterspielen 2010 in Vancouver wurde das eigens errichtete „Österreich-Haus“, ein zweigeschoßiger Holzmassivbau in Passivhausbauweise, ausgezeichnet.
Im März 2010 veranstaltete die ÖGNI die erste Fachtagung „Build2gether – Tag des Nachhaltigen Bauens“ in Wels mit den Schwerpunkten LCA – Life Cycle Assessment und LCC – Life Cycle Costing.
Die erste Zertifizierung gemäß der Systemvariante für Handelsbauten wurde von der ÖGNI für einen SPAR-Supermarkt im steiermärkischen Sankt Egidi vorgenommen, der in Passivhausbauweise konzipiert und mit dessen Bau im Mai 2010 begonnen wurde.
Im Mai 2010 beteiligte sich der Verein als Fachverband an der Messe Real Vienna in der Messe Wien und organisierte den dritten Messetag als erste „Green & Blue Building Conference“ (GBB), die als „Tag des nachhaltigen Bauens und Bewirtschaftens“ bekannt wurde.
Im Rahmen einer Messe im Wiener Rathaus verlieh die ÖGNI erstmals Zertifikate für nachhaltige Immobilienprojekte in Österreich. Dazu gehörten unter anderem der Power Tower, das weltweit erste Bürohochhaus mit Passivhauscharakter, die neue Konzernzentrale der Energie AG Oberösterreich in Linz, sowie die Bürokomplexe Biz Zwei und Rund Vier im neuen Stadtviertel Viertel Zwei im zweiten Bezirk in Wien.
Anlässlich der Consense 2010, einer Fachmesse für nachhaltiges Bauen in Stuttgart, präsentierte die ÖGNI im Juni 2010 gemeinsam mit der Außenhandelsstelle München der Wirtschaftskammer Österreich (WKÖ) und unter Beteiligung österreichischer Unternehmen den „Austria Showcase“.
| Die Top-Projekte in den jeweiligen Systemvarianten (Stand April 2019) | Die Top-Projekte in den jeweiligen Systemvarianten (Stand April 2019) |
| --------------------------------------------------------------------- | --------------------------------------------------------------------- |
| NHA (Neubau Handelsgebäude)                                           | SPAR Klimaschutzmarkt Linz Ziegeleistraße                             |
| NBV (Neubau Büro- und Verwaltungsgebäude)                             | PORR Niederlassung Klagenfurt                                         |
| NBH (Neubau Hotelgebäude)                                             | LCT One                                                               |
| NLO (Neubau Logistikzentrum)                                          | SPAR Logistikzentrum Ebergassing                                      |
| NBI (Neubau Bildungsgebäude)                                          | Neubau Unigebäude „TüWi“                                              |
| NWO (Neubau Wohngebäude)                                              | Milestone Wien 02                                                     |
| NSQ (Neubau Stadtquartiere)                                           | Viertel Zwei                                                          |
| NGE (Neubau Gesundheitseinrichtung)                                   | LPZ Mürzzuschlag                                                      |

## Organisation

### Mitglieder, Mitgliederversammlung
Mitglieder sind Architekten, Ingenieure, Bauunternehmen und Bauausführende, Hersteller von Bauprodukten, Investoren, Bauherren, Eigentümer, Projektsteuerer, Betreiber, Ver- und Entsorgungsunternehmen, Mitglieder der Öffentlichen Hand und NGOs sowie Vertreter aus Wissenschaft und Prüfinstituten. Der Verein hat nach eigenen Angaben mehr als 250 Mitglieder (Stand Juni 2019). Zu den Mitgliedern gehören unter anderen Immofinanz, Porr AG, Spar Österreichische Warenhandels-AG, Strabag, die Hersteller Hansgrohe, Rheinzink Austria, Sto und Xella, die Unternehmen CA Immo, Drees & Sommer, Fair Energy, IC Projektentwicklung, Real-Treuhand Immobilien sowie die Signa Holding. Mindestens einmal im Jahr kommen die Mitglieder zur Mitgliederversammlung zusammen, in der sie ihr Mitbestimmungsrecht ausüben. Dazu gehören insbesondere die Wahl des Präsidiums, welches vereinsrechtlich dem Vorstand entspricht, sowie die Verabschiedung des Haushaltsplans und etwaige Satzungsänderungen.

### Präsidium, Vorstand
Das von den Mitgliedern gewählte Präsidium (= Vorstand) repräsentiert die Gesellschaft nach außen und vertritt die Meinungen und Interessen gegenüber Dritten. Die Präsidiumsmitglieder unterstützen und beaufsichtigen unterschiedliche Fachthemen innerhalb der ÖGNI und sind zuständig für die Aufstellung von Ausschüssen und Beiräten, sowie für die Berufung, Abberufung bzw. Benennung von deren Mitgliedern. Das Präsidium bereitet die Mitgliederversammlung vor und setzt die dort gefällten Beschlüsse um. Außerdem ist es für alle üblichen Vorstandsaufgaben zuständig wie Aufstellung, Prüfung und Veranlassung des Haushaltsetats und der Geschäftsberichte sowie Berufung und Abberufung und Kontrolle der Geschäftsführung.

### Fachausschuss
Der Fachausschuss trägt die inhaltliche Verantwortung über die Zertifizierungssysteme. Er verabschiedet sowohl Kriterien-Steckbriefe für die Gebäude-Zertifizierungssysteme DGNB und blueCARD als auch Richtlinien und Empfehlungen. Die Arbeit der Fachleute der Bau- und Immobilienbranche sowie der langjährigen ÖGNI-Auditoren, die von der Generalversammlung in den Fachausschuss gewählt werden, ist ehrenamtlich.

### Zertifizierungsausschuss
Der Zertifizierungsausschuss ist das Gremium, welches in Fragen der Zertifizierung beratend zur Seite steht und bei der Qualitätssicherung der von der ÖGNI durchgeführten Zertifizierungen unterstützt. Deren Mitglieder setzen sich aus unterschiedlichen Experten der österreichischen Bau- und Immobilienbranche zusammen und erbringen ihre Leistungen ehrenamtlich.

### Ausbildungsausschuss
Der Ausbildungsausschuss der ÖGNI arbeitet laufend mit den Vertretern der österreichischen Hochschulen an einer erfolgreichen ÖGNI-Auditorenausbildung. Die erste Stufe bildet der ÖGNI Registered Professional (RP) mit breitem theoretischem Grundwissen; Stufe zwei ist der ÖGNI Consultant, für den zusätzlich zur Ausbildung zum Professional, systemspezifische Module abzuschließen sind. Der ÖGNI-Auditor hat auf dem Status des ÖGNI-Consultants ein Beispielprojekt zu auditieren oder ein Projekt als Zweitauditor zu begleiten. Mit dem Abschluss aller drei Module und dem erfolgreichen Abschließen aller Prüfungen, wird der Status eines ÖGNI-Auditors erreicht.

## Zertifizierungssystem
Die ÖGNI zertifiziert nachhaltige Gebäude und Stadtquartiere nach dem europäischen Qualitätszertifikat DGNB und der blueCARD (für Bestandsgebäude). Das Zertifizierungssystem kann aufgrund hoher Flexibilität auf unterschiedliche Gebäudenutzungen und auch länderspezifisch angepasst werden und bewertet folgende Themenfelder über den gesamten Gebäudelebenszyklus:
- Ökologie
- Ökonomie
- soziokulturelle und funktionale Qualität
- Technik
- Prozesse sowie den
- Standort

Der Verein führt die Zertifizierungen nicht selbst durch, sondern überlässt dies unabhängigen, von ihr anerkannten Auditoren. Der Auditor schließt einen Vertrag mit dem Auftraggeber und meldet das Projekt zur Zertifizierung bei der ÖGNI an, wobei unter anderem die anzuwendende Systemvariante abgestimmt wird. Das Ergebnis der Zertifizierung wird einer unabhängigen Konformitätsprüfung unterzogen, um gleichbleibende Standards sicherzustellen. Nach erfolgreicher Zertifizierung und Konformitätsprüfung wird von der ÖGNI das Zertifikat bzw. Vorzertifikat für das beurteilte Gebäude verliehen.

## Nutzungsprofile im DGNB-System
Derzeit stehen rund 17 verschiedene Nutzungsprofile auf nationaler und internationaler Ebene für die Zertifizierung zur Verfügung. Diese können in Nutzungsprofile für Neubauten (11), Quartiere (2) und Bestandsgebäude (4) unterteilt werden.

### Nutzungsprofile für Neubauten
Neubau Büro- und Verwaltungsgebäude (NBV): Das Zertifikat für Gebäude mit überwiegender Nutzung für Büro- und Verwaltungstätigkeiten. Neben ökonomisch-ökologischen Aspekten liegt ein Bewertungsschwerpunkt auf dem Nutzerkomfort – etwa in akustischer, thermischer und visueller Hinsicht.
Neubau Bildungsbauten (NBI): Das Nutzungsprofil Bildungsbauten für Kindergärten, Schulen, Weiterbildungseinrichtungen sowie Universitätsgebäude mit Nutzung als Seminar- und Vorlesungsräume oder Klassenzimmer inklusive Bewertung von Nebennutzungen wie Büros, Küchen, Mensen, Bibliotheken oder Sporträume. Sporthallen, Bibliotheken oder Kantinen können in einer Quartierszertifizierung berücksichtigt werden. Die Gestaltung von Außenanlagen im Kontext der Bedeutung für Nutzer wird ebenso bedacht.
Neubau Gesundheitseinrichtungen (NGE): Mit diesem Nutzungsprofil können Gesundheitseinrichtungen nach modernsten Kriterien nachhaltig geplant und gebaut werden. Bewertet werden Grundrissqualitäten, die Gliederung der Flächen und Gestaltung hinsichtlich soziokultureller Aspekte. Anpassung der Prozesskriterien auf krankenhausspezifische Prozesse. Betreiber können ihre Betriebskosten senken und gleichzeitig den Komfort für Patienten und Beschäftigte optimieren.
Neubau Handelsbauten (NHA): In die Bewertung fließt sowohl die Performance des Gesamtgebäudes als auch die des Ausbaus mit ein. Aufgrund des hohen Energie- und Medienverbrauchs in Handelsbauten liegt hier ein Bewertungsschwerpunkt. Bei der Bewertung von Einkaufszentren werden in erster Linie die Erschließungs-, Versorgungs- und Bewirtschaftungsflächen einschließlich des Ausbaus betrachtet. Nur eingeschränkt berücksichtigt wird hier hingegen der Mieterausbau.
Neubau Hotelgebäude (NHO): Auch bei Hotelimmobilien sind die speziellen Anforderungen der Branche zu beachten. Daher misst das Nutzungsprofil neben Ökologie und Ökonomie insbesondere auch Komfortaspekten hohe Bedeutung zu. Darüber wird auch die jeweilige Sterne-Kategorie berücksichtigt und die Standortqualität entsprechend der Nutzung bewertet: Die Anforderungen an Stadthotels mit verkehrsgünstiger Infrastruktur unterscheiden sich von denen abgelegener Landhotels. Einen weiteren wichtigen Aspekt stellen die Betriebs- und Unterhaltskosten dar, die vor allem in der Vor- und Entwurfsplanung eines Objekts festgelegt werden.
Neubau Industriebauten (NLO u. NPS): Im Unterschied zu anderen Nutzungsprofilen wird bei der Bewertung von Industriebauten eine verkürzte Nutzungsdauer von 20 Jahren zugrunde gelegt. Bei Logistikgebäuden kommt dem Standort eine höhere Aufmerksamkeit zu. Zudem schlägt sich der Aspekt der Erreichbarkeit für Menschen und Güter in dessen Bewertung nieder. Ein wichtiges Merkmal bei der Bewertung von Produktionsstätten ist die getrennte Betrachtung von Arbeits- bzw. Produktionsflächen und Büroarbeitsplätzen.
Neubau Wohngebäude (NWO): Der Fokus der Bewertung liegt auf Komfort und Wohlbefinden der Nutzer: Schallschutz, räumliche Flexibilität und Innenraumluftqualität, niedrige Betriebskosten, der Werterhalt von Wohngebäuden und die Qualität der Wohnungen nehmen die zentrale Rolle in der Bewertung ein. Für Wohnbauten mit weniger als sechs Wohneinheiten steht Bauherren und Planern ein besonders schlanker Kriterienkatalog zur Verfügung.
Neubau kleine Wohngebäude (NKW): Das Nutzungsprofil steht auch für Wohnbauten mit weniger als 6 Wohneinheiten zur Verfügung. Komfort und Wohlempfinden der Nutzer stehen im Mittelpunkt: Kriterien wie thermischer Komfort, Innenraumluftqualität, die Qualität der integralen Planung, der Bauausführung und der Inbetriebnahme werden bewertet. Ein ebenfalls schlanker Kriterienkatalog eignet sich im ersten Schritt besonders für Bauträger und Hersteller von Fertig- und Reihenhäusern und bietet ein Höchstmaß an verlässlicher Qualitätsprüfung.
Neubau Forschungs- und Laborgebäude (NFL): Dieses Nutzungsprofil trägt Labortätigkeiten sowie Büro- und Verwaltungstätigkeiten Rechnung. Ein virtuelles Laborgebäude bildet die Vergleichsgrundlage für die vielfältigen Nutzungsarten von Laboren. Es definiert technische Mindestvorgaben und Konstruktionsanweisungen. Das anwendungsorientierte Nutzungsprofil berücksichtigt einen hohen Anteil Prozessenergiebedarf in der Zertifizierung. Ein besonderer Schwerpunkt liegt in dem zwingend vorzulegenden Sicherheits- und Abfallkonzept.
Neubau Mischnutzung: Gerade in den Innenstädten werden einzelne Geschoße der Gebäude oft unterschiedlich genutzt zB.: Einzelhandelsflächen in den Erdgeschoßzonen, darüber häufig Büroräume oder Wohnungen. Die DGNB bewertet unterschiedliche Nutzungen ganz spezifisch nach den entsprechenden Bedürfnissen und bewertet deshalb Gebäude mit unterschiedlichen Nutzungen mit einer Mischnutzung. Büroflächen werden mit den Anforderungen an Bürogebäude bewertet, Wohnungen mit den spezifischen Anforderungen an Wohngebäude usw. Dadurch ist eine gerechte und nachvollziehbare Bewertung möglich.
Musterfall Zertifizierung (Serienzertifizierung): Das Konzept der ÖGNI Musterfall-Zertifizierung wurde für Bauwerke konzipiert, die baugleich an verschiedenen Standorten erstellt werden (wie z. B. Verbrauchermärkte, Fertighäuser etc.). Sie kann auf Basis jedes bestehenden Nutzungsprofils erfolgen und ermöglicht ein DGNB Vorzertifikat der ÖGNI für das zugrundeliegende Gesamt-Konzept bzw. die Baubeschreibung. Jedes Gebäude, das auf Basis dieser vorzertifizierten Baubeschreibung erstellt wird, erhält nach Einreichung und Prüfung der relevanten Unterlagen ein individuelles DGNB-Zertifikat der ÖGNI.

### Nutzungsprofile für Quartiere
Neubau Stadtquartiere (NSQ): Das Nutzungsprofil Stadtquartiere betrachtet die bewährten DGNB Themenfelder: Ökologische Qualität, ökonomische Qualität, soziokulturelle und funktionale Qualität, technische Qualität und Prozessqualität. Es erfasst alle relevanten Themen nachhaltigen Bauens: Lage, Energieversorgung, Aufenthaltsqualität, Mischnutzung, nachhaltige Mobilität bis hin zur Minimierung der Kosten über den gesamten Lebenszyklus.
Neubau Büro- und Gewerbequartiere (NGQ): Hierbei werden Quartiere zertifiziert, die sich durch ökologische, ökonomische und soziale Aspekte von bisherigen Entwicklungen abgrenzen. Konzepte zur Verbesserung der Aufenthaltsqualität, Kinderbetreuung, Einkaufsmöglichkeiten für Mitarbeiter und die Themen Ökobilanz und Energietechnik sind relevant. Synergien und geschlossene Kreisläufe zwischen Gewerbe- und den umgebenden Quartieren sind wichtige Handlungsfelder nachhaltiger Quartiersplanung. Das Gewerbequartierprofil ergänzt die Gebäudeprofile entsprechend der DGNB Grundsätze. Ein wichtiges Merkmal von nachhaltigen Gewerbequartieren ist die Vernetzung mit der Umgebung und die Sicherstellung einer Durchmischung. Die Bildung von Synergien und geschlossenen Kreisläufen zwischen den Gewerbetreibenden sowie den umgebenden Stadtquartieren ist ein weiteres wichtiges Handlungsfeld nachhaltiger Quartiersplanung.

### Nutzungsprofile für Bestandsgebäude
Bestand Büro- und Verwaltungsgebäude (BBV): Mit diesem Nutzungsprofil werden Büro- und Verwaltungsgebäude ausgezeichnet, die mindestens drei Jahre im Betrieb sind und nicht umfangreich modernisiert wurden. Die Bewertung erfolgt auf Basis der tatsächlichen Verbrauchswerte, vollzieht den nachhaltigeBetrieb der Immobilie nach und überprüft Barrierefreiheit, Flächeneffizienz oder technische Qualität.
Modernisierung Büro- und Verwaltungsgebäude (MBV): Gilt für alle Maßnahmen, die einen zeitgemäßen Zustand des Gebäudetyps anstreben und den Verbrauch von Ressourcen verändern. Zubauten und Aufstockungen bis zu einem Flächenanteil von 50 % (BGF des Gesamtgebäudes inklusive Zubau und/oder Aufstockung) werden mit betrachtet, solange sie ein mit dem Altbau verbundenes System darstellen.
Modernisierung Handelsbauten (MHA): Als Modernisierung gelten alle Maßnahmen, die auf Basis einer Bedarfsplanung einen zeitgemäßen Zustand anstreben und den Verbrauch von Ressourcen verändern. Zubauten und Aufstockungen bis zu einem Flächenanteil von 50 % (BGF des Gesamtgebäudes inklusive Zubau und/oder Aufstockung) werden mit betrachtet, solange sie ein mit dem Altbau verbundenes System darstellen.
blueCARD (bC): Mit der „blueCARD“ steht der nationalen Bau- und Immobilienbranche ein komprimierter Gebäudepass zur Bewertung der Nachhaltigkeit des Bestands zur Verfügung. Die blueCard dient als Instrument zur Zustands-Bewertung und als wertvolle Grundlage zur Optimierung des Gebäudebestandes. Im Mittelpunkt steht ein umfassendes Qualitätskonzept. Als leistungsorientiertes, übersichtliches und leicht verständliches Ratingsystem deckt es alle relevanten Felder des nachhaltigen Bewirtschaftens ab.

## Internationale Aktivitäten der ÖGNI

### G17 Initiative
Gemeinsam mit anderen europäischen GBCs (Green Building Councils) entwickelt die ÖGNI das europäische Qualitätszertifikat DGNB weiter und beteiligt sich aktiv an der Definition der europäischen Baukultur. Die ÖGNI ist Mitglied des World GBC und damit nicht nur mit Projekten in ganz Europa befasst, sondern auch in einschlägige, globale Diskussionen involviert. 2018 wurde von der ÖGNI, gemeinsam mit europäischen GBCs aus Deutschland, Schweiz, Dänemark, Frankreich und Spanien die Formierung eines internationalen Netzwerks unter dem Namen G17 initiiert. Der grundsätzliche Rahmen des G17-Netzwerks wurde von den Teilnehmern beim ersten Treffen am 16. Mai 2018 in Brüssel abgesteckt, am 10. Juli 2018 wurde bei einer Sitzung in Paris ein erstes G17-Netzwerktreffen vorbereitet, das schließlich am 28. und 29. November 2018 in Madrid stattfand. Weitere G17 Treffen werden nun einmal jährlich im November stattfinden.
Mit engagierten Interessensvertretern der Branche fiel der Startschuss für einen europaweiten Thinktank, bei dem Expertise ausgetauscht, Netzwerke geschaffen und konkrete Handlungsansätze definiert werden. Die Initiative G17 will den europäischen Gebäudesektor nachhaltiger gestalten und dafür möglichst viele Länder Europas miteinbeziehen.